# Devil's Dance (računalni virus)
Devil's Dance je DOS virus otkriven 19. srpnja 1993. koji zaražava datoteke s nastavkom .com. Virus mijenja boju slova na zaraženom računalu. 